# عزة الميلاء
عزّة الميلاء كانت مغنية ولِدَت في المدينة المنورة ، وتعلّمت الغناء على مغنيّة عجوز تسمّى رائعة، فحذقت فيه ، حتّى أصبحت من أمهر المُغنّين والمغنيات وتعتبر أول فنانة و مطربة عربية اشتهرت في العصر الأموي

## نبذه
كانت عزة مولاة للأنصار، في المدينة المنورة، وهي أقدم من غنى الموقع من النساء بالحجاز ، وكانت من أجمل النساء وجها، وأحسنهن جسما، وسميت بالميلاء لأنها كانت تلبس الملاء، وتشبه بالرجال، وقيل: بل كانت مغرمة بالشراب، وكانت تقول: خذ ملئاً واردد فارغاً - ذكر ذلك حماد بن إسحاق، .
والصحيح أنها سميت الميلاء لميلها في مشيتها.
وكان من تلاميذها من المغنين المشهورين ابن سريج وابن محرز .

## مكانتها بالموسيقى والغناء
قال إسحاق: ذكر لي اابن جامع، عن يونس الكاتب، عن معبد المغني، قال: كانت عزة الميلاء ممن أحسن ضرباً بعود، وكانت مطبوعة على الغناء، لا يعيبها أداؤه ولا صنعته ولا تأليفه، وكانت تغني أغاني القيان من القدائم، مثل سيرين ، وزرنب، وخولة، والرباب، وسلمى، ورائقة، وكانت رائقة أستاذتها. فلما قدم نشيط وسائب خاثر المدينة غنيا أغاني بالفارسية، فلقنت عزة عنهما نغماً، وألفت عليها ألحاناً عجيبة، فهي أول من فتن أهل المدينة بالغناء، وحرض نساءهم ورجالهم عليه .

## رأي مشايخ المدينة فيها
- قال إسحاق: وقال الزبير: إنه وجد مشايخ أهل المدينة إذا ذكروا عزة قالوا: لله درها! ما كان أحسن غناءها، ومد صوتها، وأندى حلقها، وأحسن ضربها بالمزاهر والمعازف وسائر الملاهي، وأجمل وجهها، وأظرف لسانها، وأقرب مجلسها، وأكرم خلقها، وأسخى نفسها، وأحسن مساعدتها .
- أخذ عنها ابن سريج وابن محرز قال إسحاق: وحدثني أبي، عن يونس، قال: كان ابن سريج في حداثة سنه يأتي المدينة، فيسمع من عزة ويتعلم غناءها، ويأخذ عنها، وكان بها معجباً، وكان إذا سئل: من أحسن الناس غناء؟ قال: مولاة الأنصار المفضلة على كل من غنى وضرب بالمعازف والعيدان من الرجال والنساء.
- قال: هشام بن المرية أن ابن محرز كان يقيم بمكة ثلاثة أشهر، ويأتي المدينة فيقيم بها ثلاثة أشهر من أجل عزة، وكان يأخذ عنها.
- قال جرير المغني المديني، أن طويس كان أكثر ما يأوي إلى منزل عزة الميلاء، وكان في جوارها، وكان إذا ذكرها يقول: هي سيدة من غنى من النساء، مع جمال بارع، وخلق فاضل وإسلام لا يشوبه دنس؛ تأمر بالخير وهي من أهله، وتنهى عن السوء وهي مجانبة له، فناهيك ما كان أنبلها وأنبل مجلسها!.

ثم قال: كانت إذا جلست جلوساً عاماً فكأن الطير على رؤوس أهل مجلسها، من تكلم أو تحرك نقر رأسه.
قال ابن سلام الجمحي فما ظنك بمن يقول: فيه طويس هذا القول! ومن ذلك الذي سلم من طويس!.

## بعض من أخبارها
- في ذات يومٍ غضب والي المدينة ، سعيد بن العاص منها وخشي الفتنة على شباب المدينة. وقد بدأ بعض المسلمين في تحريم الغناء، فطلب إليها أن تترك الغناء، فكادت أن تتركه لولا تدخّل عبد الله بن جعفر بن أبي طالب .
- قال أبو عبد الله الأسلمي عن معبد المغني : أنه أتى عزة يوماً وهي عند جميلة وقد أسنت، وهي تغني على معرفة في شعر ابن الاطنابة، قال:

عللاني وعللا صاحـبـيا
واسقياني من المروق ريا
قال: فما سمع السامعون قط بشيء أحسن من ذلك. قال معبد: هذا غناؤها، وقد أسنت، فكيف بها وهي شابة!.
- قال صالح بن حسان الأنصاري، : كانت عزة مولاة لنا، وكانت عفيفة جميلة، وكان عبد الله بن جعفر، وابن أبي عتيق، وعمر بن أبي ربيعة يغشونها في منزلها فتغنيهم. وغنت يوماً عمر بن أبي ربيعة لحناً لها في شيء من شعره، فشق ثيابه، وصاح صيحة عظيمة صعق معها، فلما أفاق قال له القوم: لغيرك الجهل يا أبا الخطاب! قال: إني سمعت والله ما لم أملك معه نفسي ولا عقلي .
- قال محرز بن جعفر، : ختن زيد بن ثابت الأنصاري بنته، فأولم؛ فاجتمع إليه المهاجرون والأنصار وعامة أهل المدينة، وحضر حسان بن ثابت وقد كف بصره يومئذ، وثقل سمعه، وكان يقول إذا دعي: أعرس أم عذار ؟ فحضر ووضع بين يديه خوان ليس عليه إلا أبنه عبد الرحمن ، فكان يسأله: أطعام يد أم يدين؟ فلم يزل يأكل حتى جاءوا بالشواء، فقال: طعام يدين؛ فأمسك يده حتى إذا فرغ من الطعام ثنيت وسادة، وأقبلت عزة الميلاء، وهي يومئذ شابة، فوضع في حجرها مزهر، فضربت به، ثم تغنت، فكان أول ما ابتدأت به شعر حسان، قال:

فلا زال قبر بين بصرى وجلق
عليه من الوسمي جود ووابل

## والي المدينة يمنع الميلاء من الغناء
قال ابن جعدبة: كان ابن أبي عتيق معجباً بعزة الميلاء، فأتى يوماً عند عبد الله بن جعفر بن أبي طالب، فقال له: بأبي أنت وأمي! هل لك في عزة، فقد اشتقت إليها! قال: لا، أنا اليوم مشغول. فقال: بأبي أنت وأمي! إنها لا تنشط إلا بحضورك، فأقسمت عليك إلا ساعدتني وتركت شغلك، ففعل، فأتياها ورسول والي المدينة سعيد بن العاص على بابها يقول لها: دعي الغناء، فقد ضج أهل المدينة منك، وذكروا أنك قد فتنت رجالهم ونساءهم. فقال له ابن جعفر: ارجع إلى صاحبك فقل له عني: أقسم عليك إلا ناديت في المدينة أيما رجل فسد أو امرأة فتنت بسبب عزة إلا كشف نفسه بذلك لنعرفه، ويظهر لنا ولك أمره. فنادى الرسول بذلك، فما أظهر أحد نفسه. ودخل ابن جعفر إليها وابن أبي عتيق معه، فقال لها: لا يهولنك ما سمعت، وهاتي فغنينا، فغنته بشعر القطامي :
إنا محيوك فاسلم أيها الطـلـل
وإن بليت، وإن طالت بك الطيل
فاهتز ابن أبي عتيق طرباً، فقال عبد الله بن جعفر: ما أراني أدرك ركابك بعد أن سمعت هذا الصوت من عزة.*

## وفاتها
توفيت عام 115 هـ / 706م وقيل توفيت سنة 87 هـ